# Ligota Tworkowska
Ligota Tworkowska (niem. Ellguth Tworkau) – wyludniona wieś w Polsce położona w województwie śląskim, w powiecie wodzisławskim, w gminie Lubomia.
W latach 1975–1998 miejscowość administracyjnie należała do województwa katowickiego.

## Likwidacja, budowa zbiornika Racibórz Dolny
Wieś w 2017 roku została zlikwidowana w związku z budową zbiornika raciborskiego, gdyż jest częścią polderu Racibórz Dolny, który jest wypełniany w czasie powodzi.

## Geografia, położenie
Wieś położona nad samą Odrą, na jej prawym brzegu, w kierunku na południowy wschód od Raciborza, na równej Nizinie Nadodrzańskiej.

## Etymologianazwy
Wspominana już w 1428 roku, początkowo nosiła nazwę "Lhota". Obecna nazwa miejscowości Ligota Tworkowska wywodzi się od nazwiska szlacheckiej rodziny Tworkowskich.

## Historia, pochodzenie
Przez bardzo długi czas związana z Tworkowem jako majątek. W XVI wieku przechodziła z rąk do rąk, w 1643 r. dostała się w posiadanie Stanisława von Reiswica. W dniu 27 kwietnia 1841 r. Ligotę Tworkowską wraz z Bukowem i innymi wsiami kupuił hrabia Jan Gustaw von Saurma-Jeltsch.
W okresie międzywojennym w miejscowości stacjonowała placówka Straży Granicznej I linii „Ligota”.

## Zagrożenie powodziowe, powodzie
Z uwagi na bezpośrednią bliskość Odry, wieś narażona była na bardzo częste powodzie. Szczególnie wielkie nawiedziły Ligotę m.in. w latach: 1854, 1880, 1881, 1903, 1960, zaś w 1997 r. była to powódź tysiąclecia.

## Szkoła, kościół
Pierwszą jednoklasową szkołę wybudowano w Ligocie w 1896 r. Przed likwidacją wsi mieściła się tam świetlica wiejska. 
W 1900 r. mieszkańcy postanowili wybudować własną kaplicę. Prace ukończono w ciągu dwóch miesięcy. Budynek poświęcił ks. proboszcz z Tworkowa.
Od 1946 r. Ligota przestała istnieć jako samodzielna gmina i weszła w skład gminy Lubomia. Jeszcze do 1980 roku istniało stałe połączenie wodne (przewóz łódką) z Tworkowem.